# Cykl szybkiej prognozy
Cykl szybkiej prognozy (ang. rapid update cycle, RUC) – metoda numerycznej prognozy pogody, oparta na regionalnym modelu numerycznym z szybką (cogodzinną) asymilacją danych.
RUC jest stosowany do krótkoterminowych prognoz pogody (do 12 godzin) tam, gdzie numeryczna prognoza pogody jest ważna, np. w zastosowaniach dla lotnictwa, transportu samochodowego (pogoda dla kierowców) - zwłaszcza w prognozach tornad, burz, opadów śniegu, prądów zstępujących, turbulencji czystego nieba. Metodę RUC stosuje się też w żeglarstwie wyczynowym (prognoza dla żeglarzy) i w nowcastingu.
Idea polega na tym, że standardowe prognozy pogody oparte są zazwyczaj na cyklu 12-godzinnym lub 6-godzinnym. Z tym, że większość sondaży atmosferycznych (ważnych w prognozie) na stacjach synoptycznych robionych jest co 12 godzin w czasach synoptycznych - o godzinie 00:00 UTC i 12:00 UTC. Mimo to do centrów meteorologicznych dochodzą też dane w sposób ciągły, np. ze startujących i lądujących samolotów, z pomiarów na lotniskach (METAR) lub dane z sondaży satelitarnych. Metoda RUC wykorzystuje te dane z okresów poza 0Z i 12Z poprawiając dzięki temu prognozę.
W Stanach Zjednoczonych model RUC jest używany operacyjnie z największą częstotliwością ze wszystkich modelach numerycznych Narodowego Centrum Prognoz Środowiska (National Centers for Environmental Prediction).